# Doodle チャンピオン アイランド ゲーム
『Doodle チャンピオン アイランド ゲーム』（ドゥードゥル チャンピオン アイランド ゲーム、英: Doodle Champion Island Games）は、2021年7月23日にGoogleによって公開されたコンピュータRPGである。 2020年東京オリンピック・パラリンピックを祝うために制作された、日本式のロールプレイングビデオゲーム。
2020年東京オリンピック・パラリンピックに合わせた公開となっており、和風要素が豊富に含まれている。アニメーション制作は数多くのアニメを手掛けたSTUDIO4℃が担当。
忍者ネコのラッキーが（ゲーム内では一人称が僕や俺だが、公式ではメスとなっている）オリンピックの競技であるアーチェリー、スポーツクライミング、卓球、ラグビー、マラソン、スケートボード、アーティスティックスイミングの合計7種目の競技をチャンピオンの動物や伝説の生き物などに挑んでいくというものである。

## プロットとゲームプレイ
ゲームはレトロな16ビットスタイルで、カットシーンはアニメスタイルである。
物語は、4年ごとにアスリートが集まる「チャンピオン島」を訪れた忍者の猫「ラッキー」が、八百万の神を相手にさまざまなスポーツで打ち勝ち、7つの巻物を集める。プレイヤーは、島の均衡を取り戻すために伝説のチャンピオンを倒さなければならない。プレイヤーは、忍者の三毛猫のラッキーを操作する。

### 種目
7つの種目とその伝説的なチャンピオンは次のとおりである。
各競技は初プレイ時とチャンピオンへの勝利時にアニメーションが挿入される。各チャンピオンを倒した後、ラッキーは各チャンピオンから巻物を受け取る (合計7つ)。すべてのイベントが完了すると、島の中央に大きな桜の木が咲き、島全体に桜吹雪が舞う。
| 項目                           | マラソン       | ラグビー                 | 卓球                     | クライミング             | アーチェリー         | アーティスティック スイミング | スケートボード       |
| ------------------------------ | -------------- | ------------------------ | ------------------------ | ------------------------ | -------------------- | ----------------------------- | -------------------- |
| 場所                           | マラソンビーチ | 鬼ヶ島                   | 竹林                     | 雪山                     | 波止場               | 竜宮城                        | タヌーキシティ       |
| クリア条件                     | 1位を取る      | 鬼に捕まえられずにゴール | 30点をテングより早く取る | 1:30未満で頂上           | ヨウイチより点を取る | 10,000点以上                  | 10,000点以上         |
| 伝説的なチャンピオン（モデル） | キジムナー     | 赤鬼&青鬼                | テング                   | フクロウ（チカプカムイ） | ヨウイチ（那須与一） | 乙姫（浦島太郎）              | タヌーキ（分福茶釜） |
| 隠し競技場                     | 秘密の浜辺     | 鬼ヶ島の北               | 中心と東                 | 温泉の頂上               | 波止場の北西         | 3匹のカメのアスリートがいる島 | 踏切の先             |
| 隠し競技場                     | 秘密の浜辺     | 鬼ヶ島の北               | 中心と東                 | 温泉の頂上               | 波止場の北西         | 竜宮城のふすまから行ける島    | 踏切の先             |

### サイドクエスト
彫刻家のために流木を手に入れたり、子供の誕生日に行方不明の登山家を見つけたりするなど、多くのサイドクエストがある。各クエストが完了すると、トロフィーを手に入れることができる。トロフィーは島の中心にあるトロフィーハウスにある。
また、特定のサイドクエストをクリアすると、各スポーツのより難しいバージョンが遊べるようになる。
トロフィーは24個（公開当初は22個だったが、2021年8月24日のアップデートにより、新たに2つ追加された）ある。
最後の1つを除く23個のトロフィーを収集した後、トロフィーのない表彰台を選択すると、「鳥を信じるな」というメッセージが表示され、最後のサイドクエスト（黒猫のモモを探す）をすることが可能となる。その後、ラッキーは真のトロフィーマスターである『モモ』を見つける任務を負う。モモは、2016年と2020年のハロウィンで実施された、Googledoodleのマジックキャットアカデミーで登場する黒猫である。

### チーム
赤 (鳥　本が大好き)、青 (牛　チームキャラはいつもトレ―ニングしている)、緑 (カッパ　ほとんどカッパとしか言わない)、黄 (キツネ　他チームに敵対的)の4チームがある。
プレイヤーは、島の中心にいるチームのキャラクタ―をタップすることで、どのチームにも参加できる。マップの各地域には、「リーダーボード」があり、4つのチームのそれぞれによって蓄積されたポイントが表示される。（プレイヤーが取った巻物の数で決まるポイントや、プレイヤーが関係ないポイントもある）

### 操作
キーボードの場合、矢印キーや[W][S][A][D]でラッキーを上下左右に操作する。また、スペースキーを押すことにより、アクションを実行できる。
同時に上下や左右を押すと斜めに動くことができる。

### エンディング
下記のことが可能なのは、①1個全ての競技クリア　②24個のトロフィー獲得　が条件。
船着き場にいる狛犬とチームマスコットに話しかけた後、「島を出る」という選択肢を選び、さらに「覚悟は決まった」という選択肢を選ぶとエンディングが始まる。エンディングでは忍者ネコのラッキーが船に乗り、航海する映像とクレジットタイトルが流れる。なお、エンディング後はセーブデータが消え、始めからのスタートとなる。

## 主な登場生物
1. ラッキー - 主人公
2. 狛犬
3. 鶴 - トロフィーマスター
4. キムジナー - マラソン
5. 鬼 - ラグビー
6. テング - 卓球
7. フクロウ - クライミング
8. ヨウイチ - アーチェリー
9. 乙姫 - アーティスティックスイミング
10. タヌーキ - スケートボード
11. モモ
12. スーパーマウンテンガール
13. カニ
14. 鳥
15. 牛
16. カッパ
17. キツネ

## 開発
DoodleチームはSTUDIO4℃と協力して、ゲームをアニメーション化して制作した。開発の初期段階で、チームは認知度が高く、スター性のある登場人物が出て来る物語や民話を、全国各地から探し、そこからゲームに使用される種目内容と結びつく昔話やキャラクターをキャスティングした。それらの結果、三毛猫の主人公ラッキーが作られた。プレイヤーはラッキーとしてチャンピオンアイランドゲームに参加する。各スポーツチャンピオンはまた、伝説的または神話的なキャラクターを備えている。その後、チームは元の話やイメージをベースにしたうえで、ゲームに合った要素を膨らましていき、ゲームを開発していった。
一部のビデオゲームの仕組みは、スケートボードなどの古い16ビットのビデオゲームに似ている。スケートボードは、アタリのアーケードゲーム720°の仕組みに似ている。
GoogleDoodleのアートリーダーであるNate Swinehart氏は、「チャンピオンアイランドゲーム用のDoodleを作成して、世界がグローバルに競争し、同時に日本文化を学ぶ機会を作りたかった」と述べている。